# Nagatinskaja (stanice metra v Moskvě)
Nagatinskaja (rusky Нагатинская) je stanice moskevského metra, ze které lze přestoupit na stanici Věrchnije Kotly na Moskevském centrálním okruhu.

## Charakter stanice
Nagatinskaja je podzemní, hloubená, mělce založená (13,5 m hluboko) pilířová stanice s ostrovním nástupištěm, součást úseku Serpuchovsko-Timirjazevské linky otevřeného 8. listopadu 1983 (je to tedy jedna z nejstarších stanic na lince). Její projektový název je Nižnije Kotly. Denně Nagatinskou využije okolo 45 000 cestujících.
Prostor nástupiště podpírají 6,5 m od sebe vzdálené dvě řady celkem 26 sloupů obložených bílým mramorem. Na stěnách za nástupištěm je pak druhů mramoru použitých více, uspořádaných do dlouhé florentinské mozaiky s tématem dávné historie města; konkrétně chrámů, dřevěných domů a prvních staveb Kremlu. Podlahu tvoří šedé žulové desky, jednotné barvy. Výstup je jeden vede do podpovrchového vestibulu k ulici Varšavskoje šosse a železniční stanici Nižnije Kotly.